# Norwich terrier
A norwich terrier[Nota] é uma raça que, em 1965, foi dividida para definir padrões. Seu semelhante, o norfolk terrier, se diferencia apenas nas orelhas: enquanto as suas são caídas, as dos norwich são eretas. Descrito como cão vigoroso e travesso, manteve o instinto a caça, embora seja de adestramento moderado. Dócil, é tido como bom companheiro para adultos e crianças mais velhas. Apesar da energia comum aos terriers, não necessitam de grandes atividades.